# Horažďovice
Horažďovice ([ˈɦoraʒɟovɪtsɛ] (tysk: Horaschdowitz) er en by i  distriktet i regionen Plzeň i Tjekkiet med omkring 5.100 indbyggere. Den historiske bymidte er velbevaret og er beskyttet ved lov som en urban monumentzone.
Landsbyerne Babín, Boubín, Horažďovická Lhota, Komušín, Svaté Pole, Třebomyslice og Veřechov er administrative dele af Horažďovice.

## Etymologi
Navnet Horažďovice er afledt af det gamle personlige tjekkiske navn Gorazd, der betyder "landsby for Gorazds folk". Det ældste navn på Horažďovice var Gorazdějovice.

## Geografi
Horažďovice ligger omkring 30 km øst for Klatovy og 50 km sydøst for Plzeň. Den ligger på grænsen mellem  forbjergene til Bøhmerwald . Det højeste punkt er bakken Svitník der er  591 m over havets overflade. Floden Otava løber gennem byen. Området er rigt på damme.

## Historie
Områdets tidlige historie blev påvirket af etableringen af gorden på bakken  Prácheň, som blev det administrative centrum for den historiske region Prácheňsko to århundreder senere. Da højborgen mistede sin betydning, blev centrum flyttet til Horažďovice.
Den første skriftlige omtale af Horažďovice er fra 1251. Den var en markedsby beliggende på en handelsrute mellem Prag til Bayern. Den var ejet af Bavors af Strakonice, som fik bygget et gotisk slot og befæstninger. I 1292 forfremmede kong Wenceslaus 2. af Bøhmen Horažďovice til en by.
Efter at byen blev ejendom af Půta Švihovský af Rýzmberk i 1483, begyndte byen at udvikle sig hurtigt og blomstre. Han startede udviklingen af området i byens nærhed såsom slottene Rabí, Švihov og Velhartice. Ved overgangen til det 15. og 16. århundrede blev der bygget et kloster bag murene. I 1500-tallet fortsatte byens udvikling.
Efter slaget ved Det Hvide Bjerg blev Švihovský-familiens ejendomme konfiskeret. Horažďovices velstand endte med Trediveårskrigen, da byen blev beskadiget af to store brande og to gange plyndret af den svenske hær. Godset blev solgt til familien Sternberg i 1622. Under deres styre blev det stærkt beskadigede slot genopbygget, og klostret blev udvidet under Sternbergs herredømme i det 17. århundrede.
Siden midten af det 19. århundrede er mure og barbicans blevet revet ned i den nordlige del af Horažďovice. Familien Rummerskirch ejede Horažďovice fra 1800 til 1843 og havde en betydelig indflydelse på byen ved at introducere opdræt af perleøsters. Indsamlingen af perler blev organiseret af adelen og blev endda overværet af kejser Frans 2. I den sidste perleøstershøst i 1944 blev der åbnet 20.000 østers. Efter 2. verdenskrig faldt opdrættet af perleøsters.
De sidste ejere af Horažďovice var Kinsky-familien, som købte den i 1843. I anden halvdel af 1800-tallet udvikledes industri, handel og håndværk, som hovedsageligt var præget af anlægget af jernbanen. Kinskyerne grundlagde en engelsk park med mange sjældne eksemplarer af træer og planter på en ø i Otava, i dag kaldet "Ostrov". De ejede Horažďovice indtil 1945.
Under 2. verdenskrig blev det jødiske samfund deporteret af nazisterne som en del af den Endlösung. 93 Horažďovice-jøder blev overført via jernbane til Theresienstadt den 26. november 1942. Seks jøder blev deporteret på anden vis. Kun syv overlevede. Der eksisterer ikke noget jødisk samfund i Horažďovice i dag.

## Seværdigheder
Kernen i den historiske bykerne er Mírové-pladsen. Ved siden af pladsen ligger kirken af de hellige Peter og Paulus og slottet. Midt på pladsen ses en Mariasøjle fra 1700-tallet. Gotiske, renæssance- og barokhuse er bevaret i den historiske bymidte.
Byens fæstningsværk bestod af mure, fire porte og et slot. Tre porte og fæstningsmure i den sydlige del af det historiske centrum er stadig bevaret. Den røde port er opført som den næstældste byport i Bøhmen.
Minoritklosteret blev grundlagt i 1501. Et kapel fra 1330 blev ombygget til Jomfru Maria Kirke. Det sengotiske klosterkompleks blev genopbygget i barokstil i 1685-1709. Kirketårnet blev tilføjet i 1935. Efter at klostret blev nedlagt i 1814, blev bygningen købt af Notre Dame Søstrenes orden i 1855. I næsten 100 år var det ordenssæde for hele landet. Efter fløjlsrevolutionen i 1989 vendte ordenen tilbage. I øjeblikket ligger en klosterskole og en gymnasial erhvervsskole i lokalerne.